# Monte do Gozo
El Monte do Gozo (en castellano: Monte del Gozo) es una colina de 370 metros de altitud situada en el municipio gallego de Santiago de Compostela, en España.
Es conocida por ser el lugar desde el cual los peregrinos que realizan el Camino de Santiago pueden divisar por primera vez las torres de la Catedral de Santiago de Compostela, el destino de su peregrinación, y de ahí su nombre.

## Historia
En la Edad Media había en el monte una capilla, mandada construir por el arzobispo de Santiago Diego Gelmírez en 1105, en la que los peregrinos que hacían el Camino de Santiago se arrodillaban en señal de agradecimiento por haber llegado hasta allí. Desde ese punto muchos de los peregrinos a caballo hacían el último tramo a pie y otros acababan su peregrinación incluso descalzos. La capilla fue abandonada en el siglo XVII.
En 1989 se hicieron en el monte grandes obras para acoger allí la visita del papa Juan Pablo II con motivo de la multitudinaria Jornada Mundial de la Juventud.

## Camino de Santiago

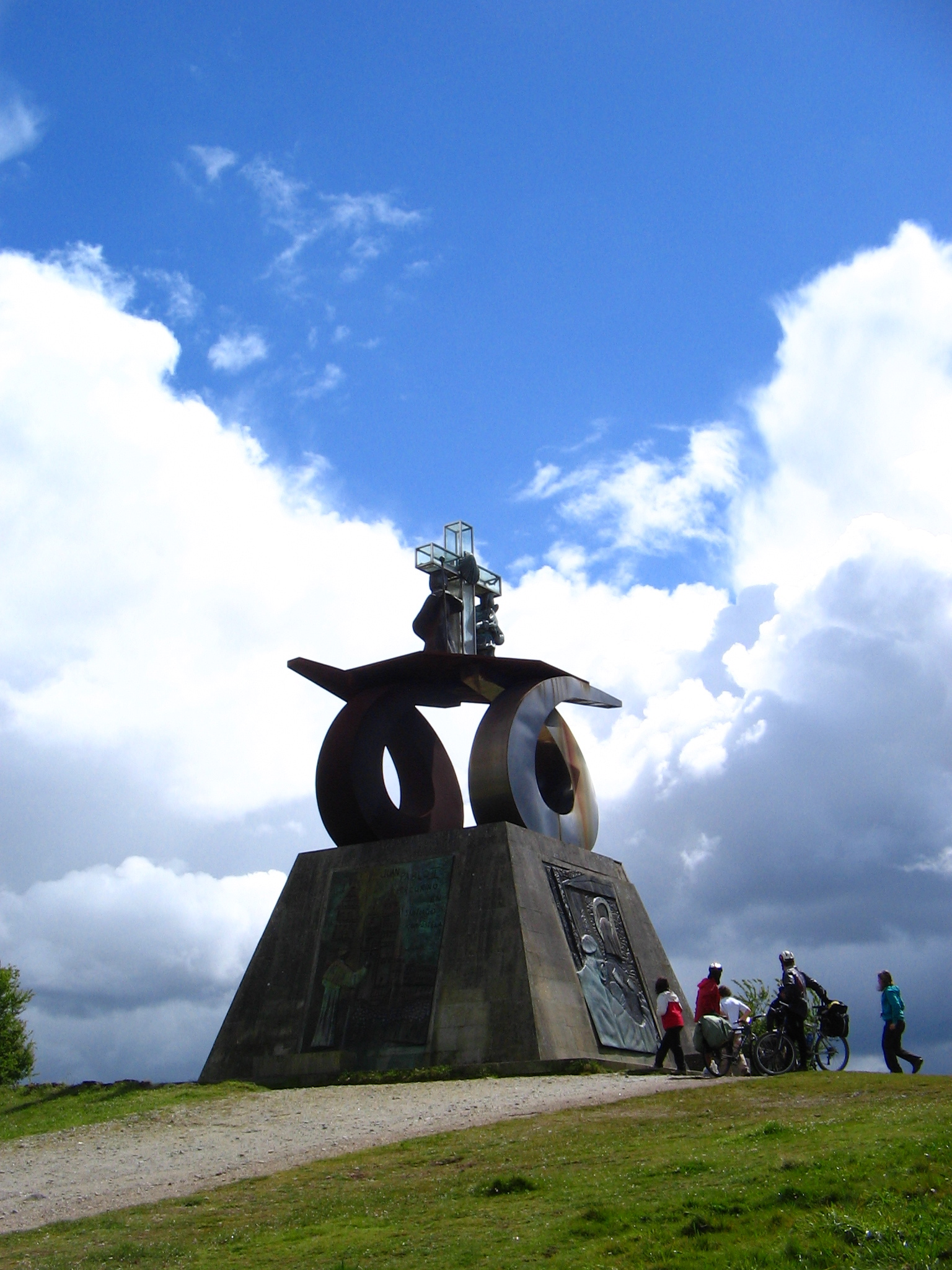
Una escultura religiosa moderna adornaba la cima del Monte do Gozo, hasta que fue retirada en 2021.

El Monte do Gozo se encuentra en pleno Camino de Santiago francés, tras pasar la localidad de San Marcos y antes de adentrarse en la ciudad de Santiago. Con una altitud de 370 metros sobre el nivel del mar, es la última colina y en algunos casos la última parada para los peregrinos antes de llegar a la catedral, situada a una distancia de entre una y dos horas de trayecto.

## Instalaciones
Actualmente el Monte do Gozo dispone de unas enormes instalaciones para acoger peregrinos, que incluyen un albergue con capacidad para cientos de personas, restaurante, cafetería, lavandería, tienda y campo de fútbol. 
También dispone de un auditorio descubierto en el que han actuado bandas y artistas internacionales como The Rolling Stones, Bruce Springsteen o Red Hot Chili Peppers entre otros, y en el que se celebra desde 2018 el festival de música O Son do Camiño, con más de 40.000 espectadores diarios.

## Ubicación y accesos
El Monte do Gozo se encuentra a una distancia de 4,5 km del centro de la ciudad y se puede llegar desde él en autobús en unos 20 minutos. Está situado a menos de 1 km del Monte de San Marcos. Es también un sitio frecuentado por ciclistas.